# Trimeniaceae
Las trimeniáceas (Trimeniaceae) son una familia de angiospermas del orden Austrobaileyales. Consta de un único género Trimenia Seem., 1873, nom. cons., con ocho especies, que se distribuyen desde Célebes a las Islas Marquesas y Australia nororiental. La especie tipo es Trimenia weinmanniifolia Seem., 1873.

## Descripción
- Árboles pequeños, arbustos o bejucos, de hasta 25 m, con aceites esenciales. Indumento ausente o las partes jóvenes tomentosas, el tomento unicelular o tricelular y uniseriado, no glandular.
- Hojas siempreverdes, opuestas, decusadas, simples, sin estípulas, pecioladas, ovales u obovales a ovado-lanceoladas, de base cuneada y ápice agudo a largamente acuminado en un gotero, margen entero a aserrado, nervadura pinnada con nervios secundarios entrecruzados. Limbo con glándulas transparentes; estomas paracíticos.
- Tallos con nodos unilacunares, numerosos radios uniseriados además de los multiseriados.
- Inflorescencias axilares o terminales, cimosas, paniculadas o racemosas.
- Planta monoica o dioica, con flores perfectas o unisexuales, espirales.
- Flores bracteadas, con receptáculo pequeño, glabro, algo convexo, con 2-38(-50) tépalos caducos antes de o durante la antesis, imbricados (usualmente los más externos decusados), de base hinchada y a veces peltada, pasando gradualmente de ovados u orbiculares o reniformes a presentar los internos alargados, estrechos y membranosos, e incluso espatulados, (6-)10-23(-25) estambres con el filamento a lo sumo tan largo como la antera, conectivo apicalmente prominente, anteras tetrasporangiadas, basifijas, extrorsas o latrorsas, tecas dehiscentes longitudinalmente; gineceo superior, 1(-2) carpelo (ausente o rudimentario en las flores masculinas), dolioliforme, glabro a escasamente estrigoso, estigma sésil, penicilado, 1 óvulo por carpelo, anátropo, péndulo, crasinucelado, bitégmico.
- Fruto en baya jugosa, esférica, pequeña, púrpura a roja oscura o negra.
- Semilla con la exotesta dura, lisa o rugosa, perispermo presente, endospermo abundante, embrión pequeño, apical, con cotiledones rudimentarios.
- Polen en mónadas (rara vez tétradas), globoso, elíptico a esférico, disulcado, finamente reticulado o ruguloso, o bien es dimórfico y ruguloso (en cada planta o es elíptico e inaperturado o es esférico y poliforado), o bien es solo de este último tipo; exina tectada-columelada, endexina lamelada.
- Número cromosómico: n = 8 o 9; 2n = 16.

## Ecología
Polinización probablemente anemófila (las flores son inodoras, carecen de néctar y el polen es seco), pero combinada con la entomofilia en T. moorei (flores olorosas visitadas por dípteros Syrphidae e himenópteros Pergidae, Halictidae, Apidae y Colletidae). Dispersión aparentemente ornitócora. Se encuentran en las crestas y otros lugares expuestos de las selvas, en altitudes medias a altas. Acumuladoras de aluminio.

## Fitoquímica
Alcaloides aparentemente ausentes. Lignanos (fundamentalmente veragüensina y calopiptina), glucósidos (principalmente piptósido), flavonoles y flavonas presentes.

## Usos
T. papuana se usa contra la disentería en Nueva Guinea. Su madera se usa para vallas y en construcción.

## Posición sistemática
El polen de esta familia es muy peculiar y confirma una posición relativamente aislada de la misma.
El género Trimenia se situó originalmente en la base de las Laurales (dentro de Monimiaceae), hasta que en 1950 se confirmó su separación como una familia aparte, propuesta previamente por Gibbs en 1917. La familia sería el grupo hermano de las Schisandraceae. El APW (Angiosperm Phylogeny Website) considera que se trata de una familia del Orden Austrobaileyales, junto con las familias Schisandraceae y Austrobaileyaceae (cf. AP-website).

## Sinonimia
- Piptocalyx Oliv. ex Benth., 1870, nom. rej.. Especie tipo: Piptocalyx moorei Oliv. ex Benth., 1870.
- Muellerothamnus Engl. in Engl. & Prantl, 1897

## Especies incluidas
Introducción teórica en Taxonomía
Especie Trimenia bougainvilleensis (Rodenb., 1971) A.C. Sm., 1978
Nueva Irlanda, Nueva Bretaña, Is. Salomón.
Especie Trimenia macrura (Gilg & Schltr., 1918) Philipson, 1986
Bejuco. Hojas con gotero largamente acuminado. Polen globoso, elíptico a esférico, disulcado, finamente reticulado. Nueva Guinea. 2000-3000 m.
Especie Trimenia marquesensis F. Brown, 1935
Islas Marquesas (Polinesia francesa): Hiva Oa.
Especie Trimenia moorei (Oliv. ex Benth., 1870) Philipson, 1986
Bejuco. Polen globoso, elíptico a esférico, disulcado, finamente reticulado. Numerosas flores masculinas entre las hermafroditas. Entomófila. Australia nororiental. 2n = 16.
Especie Trimenia neocaledonica Baker f., 1921
Árbol pequeño, ramificado, hasta 10 m de altura. Corteza delgada, rugosa, parda oscura. Albura blanca, duramen rosado, aromático. Hojas coriáceas, glabras, brillantes, más oscuras por la haz, con nervios y margen rojos oscuros, obovales, ligeramente acuminadas, de hasta 80 × 30 mm, pecíolo 7-9 mm, margen entero, con 15-19 pares de nervios secundarios. Racimos cortos, de (1-)3-5(-7) flores, con pedicelos de 4-5 mm, todas las partes florales con numerosas glándulas oleosas puntiformes. Tépalos 10-14, blancoverdosos, los 4-6 externos decusados, 1-2 mm, triangulares, cordiformes o redondeados, de base truncada, carnosos, los 4-5 medianos hemisféricos, de 4-5 mm de diámetro, carnosos a lo largo del nervio medio y membranosos en los bordes, los 4 internos similares pero elípticos (4 × 2 mm), cubriendo los estambres.Estambres 12, hasta 3,5 mm de largo, apéndice del conectivo 0,25-0,50 mm, filamento hasta 1 mm. Ovario 3,5 mm. Baya piriforme, 10-11 × 6-7 mm, con resto apical del estigma, negra brillante, mesocarpo escaso, mucilaginoso, amarillo oscuro, endocarpio lignificado, reticulado y con asperezas groseras y cortantes.Polen globoso, elíptico a esférico, disulcado, finamente ruguloso. Numerosas flores masculinas (sin pistilodio) entre las hermafroditas. Mitad norte de Nueva Caledonia. Selvas siempreverdes entre 500-1100 m.
Especie Trimenia nukuhivensis W.L. Wagner & Lorence, 1999
Hermafrodita, glabrescente. Hojas grandes, lanceolado-elípticas, con los dientes marginales separados. Fruto púrpura oscuro. Isla de Nuku-Hiva en las Islas Marquesas (Polinesia francesa), 790-1080 m.
Especie Trimenia papuana Ridl., 1916 (= T. arfakensis Gibbs, 1917; T. myricoides Gilg & Schltr., 1923)
Polen dimórfico y ruguloso (en cada planta o es elíptico e inaperturado o es esférico y poliforado). Mayoría de flores hermafroditas, algunas masculinas. Célebes, Molucas, Nueva Guinea. 2n = 16.
Especie Trimenia weinmanniifolia Seem., 1873 ('1871')
Polen ruguloso, esférico y poliforado. Fiyi, Samoa.

## Identificación
- Bejucos.

- Nueva Guinea.

T. macrura
- Australia oriental.

T. moorei
- Árboles o arbustos.

- Hojas obovadas, enteras. Brácteas persistentes. Estambres de dehiscencia extrorsa. Planta glabra.

T. neocaledonica
- Hojas elípticas a lanceoladas, a veces más anchas hacia la base, borde más o menos aserrado. Brácteas fugaces. Estambres de dehiscencia latrorsa. Al menos brácteas y tépalos pelosos.

- Filamentos relativamente largos y delgados, anteras maduras solo 2× tan largas como el filamento. Semillas lisas.

T. papuana
- Filamentos relativamente cortos y gruesos, anteras maduras al menos 4× tan largas como el filamento. Semillas con 5-7 crestas longitudinales o con un retículo irregular.

- Ramas, ramillas y hojas enteramente glabras, incluso de jóvenes. Semillas oblicuamente ovoides, con un retículo irregular elevado.

T. weinmanniifolia
- Ramas, ramillas y usualmente hojas también, al menos tomentoso-villosas o lanosas de jóvenes. Semillas ovoides, con 5-7 crestas longitudinales.

- Hojas oblongas a lanceoladas, 50-85 × 17,5-30 mm, al menos 2,5× tan largas como anchas, ápice acuminado a cuspidado, nervios medio y laterales glabros a glabrescentes en la hoja madura. Estambres 12-16.

T. bougainvilleensis
- Hojas lanceolado-elípticas a oblongo-elípticas, a veces ovado-elípticas, 55-110 × 20-60 mm, a lo sumo 2,3× tan largas como anchas, ápice agudo, nervios medio y laterales villosos en la hoja madura. Estambres 14-23.

- Planta esparcidamente villosa en las partes jóvenes, o glabrescente. Hojas lanceolado-elípticas a oblongo-elípticas, (75-)95-150 × (28-)30-60 mm, dientes del borde separados 4-9 mm, peciolos (20-)30-40 mm de largo. Inflorescencias 75-130(-205) mm de largo, estambres fértiles 14-17, anteras 2-2,5 mm de largo. Baya elipsoide, inicialmente verde, púrpura rojizo oscuro en la madurez. Flores femeninas con 20-25 tépalos.

T. nukuhivensis
- Planta densamente villosa. Hojas elípticas, a veces ovado-elípticas u oblongo-elípticas, 55-110 × 20-48 mm, dientes separados 2,5-4 mm, peciolos 10-23 mm de largo. Inflorescencias (30-)40-120 mm de largo, estambres fértiles 18-23, anteras 1,6-1,8 mm de largo. Baya globosa, inicialmente verde pálida, rosa en la madurez. Flores femeninas con 16 tépalos.

T. marquesensis